# Zamarada cepa
Zamarada cepa är en fjärilsart som beskrevs av Fletcher 1974. Zamarada cepa ingår i släktet Zamarada och familjen mätare. Inga underarter finns listade i Catalogue of Life.